# Distretto di Kurukshetra
Il distretto di Kurukshetra è un distretto dell'Haryana, in India, di 828 120 abitanti. È situato nella divisione di Ambala e il suo capoluogo è Kurukshetra.
Il nome significa letteralmente Campo dei Kuru (il famoso Kuru vansha, o clan dei Kuru), ma a volte è anche chiamato Dharmakshetra, ovvero Campo della Rettitudine. Si ritiene che questo luogo sia stato il campo di battaglia della sanguinosa guerra di Kurukshetra, descritta nel poema epico Mahābhārata; tesi impossibile da confermare o smentire. In ogni modo, questo luogo assume un'importanza inestimabile all'interno dell'Induismo poiché qui venne rivelata la Bhagavad Gita (lett. il Canto del Beato) da Krishna ad Arjuna, al centro del campo di battaglia, appena prima della grande guerra descritta nel Mahabharata.